# Ледяное яйцо Нобеля
Ледяное яйцо Нобеля — ювелирное изделие фабрики Карла Фаберже, изготовленное для нефтепромышленника Эммануила Нобеля.

## Дизайн
С виду простая форма этого ювелирного изделия обманчива. Само покрытие из эмали уникально: сочетание чередующихся слоев серебряной, белой и прозрачной эмали, каждый из которых отдельно окрашен и гравирован, имитируя заиндевевшую ледяную поверхность, которая мерцает, создавая впечатление морозного зимнего утра. Сама шкатулка-яйцо сделана из платины, а края открывающихся створок украшены маленькими жемчужинами.

## Сюрприз
Внутри яйца помещёны часы-кулон, напоминающие снежинку. Их корпус тоже сделан из платины. Имеет детали из горного хрусталя и алмазов, составляющих ледяные узоры, которые немного прикрывают циферблат. Высота часов составляет 6 см.

## История
В 1914 году яйцо было подарено Эммануилом Нобелем своему другу, после чего о местоположении яйца не было никакой информации.  Яйцо долгое время считалось утраченным, пока в 1994 году оно не было обнаружено в частной коллекции.
В числе немногих владельцев яйца был А. А. Анатра, который продал его антиквару — владельцу магазина  A La Vieille Russie  — Якову Абрамовичу Золотницкому (Jacques Zolotnitzky).

## Галерея

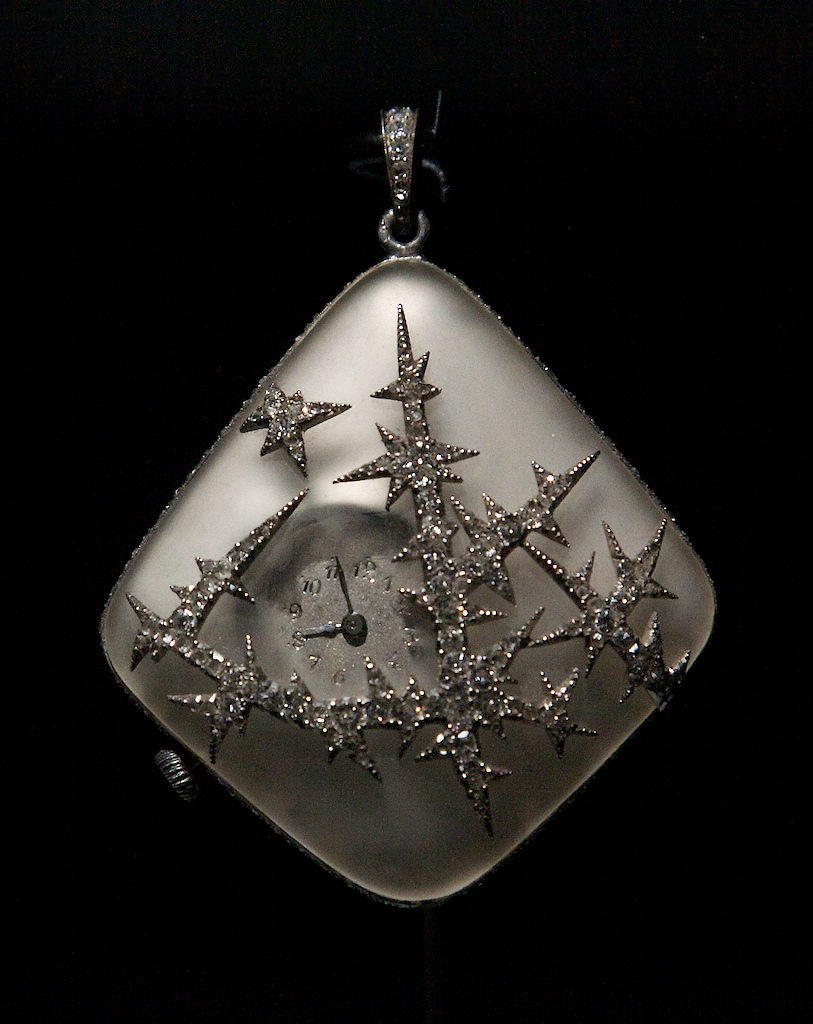

### Комментарии
1. ↑  Одним из владельцев Ледяного яйца Нобеля был парижский дилер А. А. Анатра («Parisian dealer A. A. Anatra») См. Лот № 294 The «Nobel Ice» Easter Egg Архивная копия от 12 апреля 2020 на Wayback Machine, christies.com. По данным исследователя истории фирмы Фаберже Валентина Скурлова, в двадцатые годы прошлого столетия одно из пасхальных яиц Фаберже в Париже продавал Анатра из Одессы. См. Украина и Фаберже. В. В. Скурлов, 20.11.2007, Санкт-Петербург.

### Использованная литература и источники
- Mieks Faberge Eggs. Nobel ice egg  (англ.)
- Ледяное яйцо Нобеля